# 佐々政元
佐々 政元（さっさ まさもと）は、戦国時代の武将。通称は平左衛門。木舟城主、後に龍ヶ峰城主も兼ねる。

## 生涯
『武功夜話』によれば、丹羽氏次の子で初名は平太といい、成政の叔父宗長の養子になったというが疑問が多い。天正8年（1580年）7月、越後上杉氏の家臣・吉江宗信が織田勢によって木舟城を追われると、代わってその城主となる。柴田勝家の敗死後、羽柴秀吉方となった前田利家との関係が悪化すると対前田氏との緒戦に参加する。天正12年（1584年）、小牧・長久手の戦いにおいて秀吉の要請を受けた成政の名代として羽柴軍に参戦しているとする指摘がある。その後成政が秀吉・利家と決別すると、末森城合戦に参加。 天正13年（1585年）、前田秀継の守る今石動城を攻め、近隣を放火するなどしたが前田安勝らの援軍が到着すると、撃退されている。
後、成政が肥後へ転封となるとこれに従ったが、肥後国人一揆の責任を問われて成政が自害すると、彼も殉死したという。しかし、その後加藤清正に仕えたともいう。

## 参考書籍
- 花ケ前盛明編『佐々成政のすべて』新人物往来社、2002年。ISBN 4404029543
- 杉山博他編『豊臣秀吉大事典（コンパクト版）』新人物往来社、2007年。ISBN 4404034687
- 谷口克広『検証 本能寺の変』吉川弘文館、2007年。ISBN 4642056327
- 高木昭作監・谷口克広著『織田信長家臣人名辞典』吉川弘文館、1995年。 ISBN 4642027432